# Panzer-Selbstfarhlafette II
Il 7,5 cm Kanone L/41 auf Zugkraftwagen 5t (HKp 902) o Panzer-Selbstfahrlafette II, abbreviato in Pz.Sfl. II fu un prototipo di cacciacarri semicingolato realizzato dalla Germania nazista. Furono prodotti due prototipi, inviati in Nordafrica per prove sul campo. Nessuno dei due esemplari sopravvisse alla sperimentazione.

## Storia
Lo sviluppo del Pz.Sfl. II iniziò nel 1936, quando alla Büssing-NAG venne assegnato un contratto per la progettazione di un avanzato scafo semicingolato per cacciacarri con motore posteriore. Il veicolo, con denominazione aziendale HKp 902, fu prodotto in quattro prototipi n. 9009-2012, due dei quali armati con cannone Rheinmetall-Borsig da 75 mm, lungo 40 calibri, montato in una bassa torretta a cielo aperto.
I due prototipi armati, completati nel 1941, furono assegnati ad un plotone del Panzerjäger-Abteilung 605 (battaglione armi anticarro) dell'Africa Korps. Il primo Pz.Sfl. II arrivò al reparto il 17 gennaio 1942, mentre il secondo non giunse a Tripoli fino al 23 febbraio 1942. L'8 marzo 1942 il plotone fu trasferito al Kampfstaffel des Oberbefehlshaber Panzerarmee Afrika (gruppo di battaglia del comando della Panzerarmee Afrika), alle dirette dipendenze di Erwin Rommel. Al 25 maggio, all'inizio dell'Operazione Venezia durante la battaglia di Ain el-Gazala, solo un veicolo risultava operativo; l'altro venne catturato dagli inglesi, come risulta da alcune foto. Pochi giorni, il 5 giugno, i registri del Kampfstaffel riportavano che l'unico semicingolato rimasto era andato perduto dopo aver messo fuori combattimento tre carri nemici.

## Tecnica
L'elevazione dell'arma era compresa tra -8° e +20°. Essa sparava un proiettile APCBC da 6,8 kg tipo K.Gr. rot Pz. ad una velocità alla volata di 685 m/s ed una granata HE tipo Sprenggranate da 5,85 kg alla velocità iniziale di 485 m/s. Ogni mezzo trasportava 35 colpi a bordo. La corazzatura, progettata per resistere ai proiettili perforanti da 7,92 mm, era spessa 20 mm sulla parte frontale, 14,5-10 mm sui fianchi, 10 mm posteriormente, 10,5 mm superiormente e 5,5 mm sul fondo.